# Homalonychus selenopoides
Homalonychus selenopoides is een spinnensoort uit de familie Homalonychidae. De soort komt voor in de Verenigde Staten en Mexico.